# Nico Ihle
Nico Ihle (Karl-Marx-Stadt, 2 december 1985) is een voormalige Duitse langebaanschaatser. Zijn broer Denny is tevens langebaanschaatser.

## Biografie
Ihle begon met schaatsen in 1995 en legde zich na zijn juniorentijd geheel toe op het sprinten.
Op de Olympische Winterspelen in Sochi eindigde hij op de 1000 meter met slechts 12 honderdste net naast het podium.
Op 6 december 2014 zorgde hij met Samuel Schwarz voor een eins-zwei op de 1000 meter in Berlijn; een unieke prestatie bij de mannen in de WC historie. Bij het WK Sprint in Astana schoot een Nederlandse starter op de tweede 500 meter hem eruit omdat Ihle ogenschijnlijk over de streep ging met zijn schaats. Wel wist hij op 21 maart 2015 na Uwe-Jens Mey begin jaren '90 weer het eindpodium te behalen over het wereldbekerklassement. Op 20 november 2016 won hij zijn eerste wereldbekerwedstrijd in Nagano door in de eerste rit 34,83 te noteren.
Bij het eerste EK Afstanden in 2018 won Ihle brons op de 1000 meter.

## Persoonlijk records
| Afstand    | Tijd    | Datum            | Baan           |
| ---------- | ------- | ---------------- | -------------- |
| 500 meter  | 0 34,35 | 8 december 2017  | Salt Lake City |
| 1000 meter | 1.07,06 | 9 maart 2019     | Salt Lake City |
| 1500 meter | 1.48,58 | 31 oktober 2021  | Inzell         |
| 3000 meter | 4.04,94 | 22 juli 2005     | Berlijn        |
| 5000 meter | 7.11,88 | 29 februari 2005 | Erfurt         |

## Resultaten
| Jaar | EK Sprint | WK Sprint | WK Afstanden                    | Olympische Spelen  | Wereldbeker        | WK Junioren         |
| ---- | --------- | --------- | ------------------------------- | ------------------ | ------------------ | ------------------- |
| 2005 |           |           |                                 |                    |                    | 18e (8, 22, 15, 20) |
| 2007 |           |           |                                 |                    | 32e 100m 32e 500m  |                     |
| 2008 |           | 25e       | 22e 500m                        |                    |                    |                     |
| 2009 |           | 21e       |                                 |                    | 29e 500m 36e 1000m |                     |
| 2010 |           | 13e       |                                 | 18e 500m 25e 1000m | 19e 500m 20e 1000m |                     |
| 2011 |           | 10e       | 13e 500m 18e 1000m              |                    | 11e 500m 9e 1000m  |                     |
| 2012 |           |           |                                 |                    | 42e 500m           |                     |
| 2013 |           | 10e       | 15e 500m 15e 1000m              |                    | 24e 500m 15e 1000m |                     |
| 2014 |           |           |                                 | 8e 500m 4e 1000m   | 10e 500m 17e 1000m |                     |
| 2015 |           | DQ3       | 13e 500m 7e 1000m               |                    | 5e 500m · 1000m    |                     |
| 2016 |           | 4e        | 15e 1000m                       |                    | 29e 500m 13e 1000m |                     |
| 2017 | Brons     | 8e        | 500m · 4e 1000m                 |                    | 7e 500m 5e 1000m   |                     |
| 2018 |           | 4e        |                                 | 8e 500m 8e 1000m   | 11e 500m 8e 1000m  |                     |
| 2019 | 5e        | 7e        | 11e 500m 8e 1000m 4e teamsprint |                    | 18e 500m 6e 1000m  |                     |
| 2020 |           | 10e       | 18e 500m 7e 1000m               |                    | 26e 500m 10e 1000m |                     |
| 2021 | NF3       |           | 22e 500m 20e 1000m              |                    | 33e 500m 15e 1000m |                     |
| 2022 |           | 13e       |                                 |                    | 43e 500m 34e 1000m |                     |